# Onkaparinga River Recreation Park
Onkaparinga River Recreation Park är en park i Australien. Den ligger i delstaten South Australia, omkring 28 kilometer söder om delstatshuvudstaden Adelaide. Onkaparinga River Recreation Park ligger 4 meter över havet.
Närmaste större samhälle är Morphett Vale, nära Onkaparinga River Recreation Park. 
Trakten runt Onkaparinga River Recreation Park består till största delen av jordbruksmark. Runt Onkaparinga River Recreation Park är det ganska tätbefolkat, med 54 invånare per kvadratkilometer. Genomsnittlig årsnederbörd är 729 millimeter. Den regnigaste månaden är juni, med i genomsnitt 133 mm nederbörd, och den torraste är december, med 21 mm nederbörd.